# Адолф Адам
Адо̀лф Шарл Ада̀м (на френски: Adolphe Charles Adam) е френски композитор и критик.

## Биография
Той е роден на 24 юли 1803 година в Париж. Баща му Йохан Лудвиг Адам, познат във Франция под името Жан-Луи Адам, елзасец по произход, е композитор и професор по пиано. На 14-годишна възраст Адам постъпва в Парижката консерватория, а на 25 години написва операта „Пиер и Катерина“. Тя е поставена на сцената на Опера комик през 1829 година.
През следващите няколко години Адам пише над 10 опери, между които „Пощальонът от Лонжумо“ (1836), „Кралят на Ивто“ („Le Roi d'Yvetôt“, 1842) и „Розата на Перона“ („La Rose de Péronne“, 1840). През 1841 година пише балета „Жизел“. През 1848 година Адам е вече професор в Парижката консерватория. През последните години от своя живот написва едни от най-известните си произведения: оперите „Ако бях цар“ (1852), „Нюрнбергската кукла“ („La Poupée de Nuremberg“, 1852), „Фалстаф“ (1856) и балета „Корсар“ (1856).
Той създава над 50 оперни и балетни произведения.
Умира на 3 май 1856 година в Париж.